# 五糧液

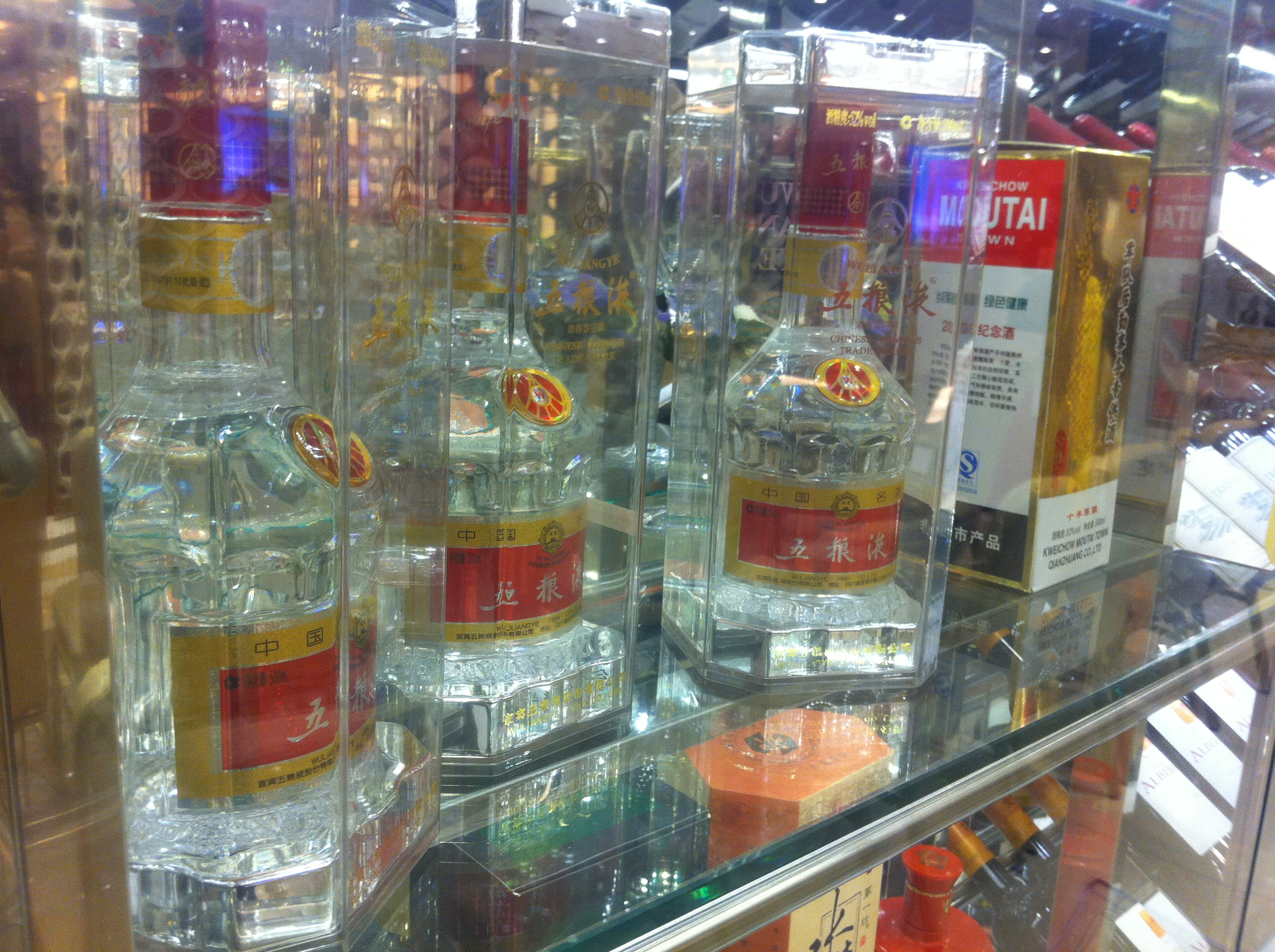
店頭の五糧液（於：香港-寶湖金宴）

五糧液、五粮液（ごりょうえき、ピン音:Wǔliángyè）は、白酒の銘柄の1つ。白酒という中国酒のジャンルにおいては、「茅台酒」と並ぶメジャーな銘柄である。名称は5種類の穀物（高粱、もち米、うるち米、とうもろこし、小麦）を原料とすることにちなむ。1963年に北京で開催された全国評酒会議においては18種類の「国家銘酒」のひとつとして選出された。中華人民共和国四川省宜賓市の企業、五糧液集団有限公司（五粮液集团有限公司）が製造しており、ラインナップにはアルコール度数が68度から39度、29度、25度まで様々ある。日本ではあまり名前が知られていないが、中国においては茅台酒よりも人気があるとされる。
製法は宋代の酒「茘枝緑酒」や唐代の酒「重碧酒」をベースにしているという。当初の名前は「宜賓元麯」であり、1915年のサンフランシスコ万国博覧会で金メダルを受賞している。現行の名称への変更年については1916年、1929年と二通りの資料が見られる。
昔ながらの固体発酵法という発酵法を用いて醸される。日本酒のように水を加えてつくるもろみと違い、レンガ状に成型された麹子（麹）を砕いてから高粱粉と水を加えて練ったものを発酵・蒸留する方法である。複数回蒸留と取り出し・再発酵しないといけないなど、効率は良くないものの風味は良くなるという。効率の良い液体発酵でつくる白酒も増えているが、五糧液ではこの固体発酵法による製造を続けている。
人気があり値段は高騰しているというが、巷間言われることとして、流通している五糧液の70％が偽物という説もある。

## 製造会社
現行の製造会社である五糧液集団有限公司が成立したのは1998年である。その前身企業体は1951年または1952年に発足したとされる。五糧液をつくっていた利川永と長発升という2社の酒屋を主体として大麯連合経営社が設立された。1957年に宜賓五粮液酒廠、1964年には五糧液酒廠と改称している。
1980年より品質管理に力を入れはじめ、1983年に品質管理委員会を設立した。1985年から1990年の間に中国商業部の品質管理奨（奨は日本語でいう賞）、四川省の品質管理奨、中国の国家品質管理奨といった賞を受賞した。1994年にはドイツ、スイス、オランダの品質標準認証を受けるとともに、四川省技術監督局より「検査を免除できる製品」として選出された。1995年のランキング「中国で最も価値のあるブランド」においては全体で7位、酒造メーカーとしてはトップとしてランクインした。1980年代より配合から発酵・蒸留などの各工程でコンピューター制御を取り入れており、品質にばらつきのでやすい職人の勘頼みではなく、一定の品質で製造できる標準化を行っている。
工場は3地区あり、それぞれ「基礎区（1951年稼働）」、「躍進区（1967年）」、「騰飛区（1987年）」と名付けられている。
五糧液酒史博物館という、歴史と製造過程が学べる施設もある。